# Gonzalo de Estúñiga
Gonzalo de Estúñiga y Leyva, al. Stúñiga, al. Stunica, al. Zúñiga, (Valladolid, 1390? - Granada, 24 de marzo de 1457) eclesiástico castellano, murió martirizado. Obispo de Plasencia (1415-1422) y obispo de Jaén (1422-1456), luchó en la guerra de Granada, obispo muy cristiano, valiente y fogoso, sus hazañas según cuentan los romances de su época, su mayor pasión fue el guerrear contra los moros, miembro de la casa de Zúñiga.

## Filiación
Hijo de Diego López de Zúñiga y de su esposa Juana García de Leiva. Su padre fue corregente de Castilla, miembro del consejo del regente durante la minoría del rey Juan II de Castilla, justicia mayor y alguacil mayor de Castilla, I señor de Béjar, Monterrey, Baides, Bañares, Zúñiga, Mendavía y otras villas más, y su madre era señora de Villabaquerín, hija de Sancho Martínez de Leiva, llamado "Brazo de Hierro", señor de Leiva, vasallo del rey de Castilla y del rey de Inglaterra, y de su esposa la princesa Isabel, hija del rey Eduardo III de Inglaterra.
Gonzalo antes de ser religioso tuvo descendencia en doña Juana de Leiva, su parienta. Sus hijos Diego, Mencia, Íñigo y Juana fueron criados en Sevilla en casa de su hermana Leonor de Zúñiga y Leiva casada con Alonso Pérez de Guzmán, señor de Ayamonte, Lepe y de la Redondela. Diego su primogénito se casó en Sevilla con Leonor González, Mencia recibió de su tía abuela Leonor el señorío de Ginés y los heredamientos de Collera en el Aljarfe para su casamiento con Alonso Ortiz. Su esposo era comendador de Azuaga en la Orden de Santiago, bisnieto de Diego Ortiz, mayordomo y guarda del rey Pedro I de Castilla, fallecido en 1363. Alonso falleció el 11 de mayo de 1479 y fue sepultado en la capilla de sus abuelos en el templo de San Francisco de Sevilla, Mencia fue sepultada en la iglesia del convento de San Pablo el Real de la Orden de Santo Domingo de Sevilla. Mencia y Alonso fundaron en Sevilla la casa de los Ortiz de Zúñiga con notable descendencia entre ellos a Diego Ortiz de Zúñiga autor del "Discurso Genealógico de los Ortices de Sevilla", impreso en 1670 y de la célebre obra "Annales Eclesiásticos y Seculares de la Muy Noble y Muy Leal Ciudad de Sevilla desde el año de 1246 … hasta el de 1671", y progenitores de los marqueses de Valensina y de los marqueses de Torreorgaz.

## Participación en la guerra
Gonzalo ayuda a su hermano mayor Pedro de Zúñiga, conde de Plasencia y justicia y alguacil mayor del rey, quién a la muerte de su padre Diego en 1417 es el pariente mayor de la casa de Zúñiga, en la lucha contra Álvaro de Luna, condestable de Castilla y válido del rey Juan II de Castilla.

## Vida religiosa

### Obispo de Plasencia
Gonzalo fue nombrado el 18 de diciembre de 1415 obispo de la diócesis de Plasencia, en sucesión al obispo Vicente Arias de Balboa, cargo que tomó posesión el 28 de enero de 1416. Fueron su maestresala Diego de Zúñiga y su camarero Fernando de Zúñiga. Hizo construir en Béjar su palacio conocido por "La Casa Obispal" frente a la iglesia de Santa María. El palacio ha desaparecido en el transcurso de los años y hoy se pueden ver sólo vestigios. Durante su permanencia en Béjar oficiaba Gonzalo en la iglesia de Santa María, la cual fue elevada a concatedral y es la única iglesia en Béjar que cuenta con coro.
El obispo Gonzalo concedió por escritura del 27 de enero de 1417 a las cinco beatas de San Ildefonso construir monasterio e iglesia en el cubo de las murallas de Plasencia, para que ellas puedan vivir en regla como terceras de la Orden de San Francisco. Las beatas de San Ildefonso tomaron el 31 de enero de 1424 hábito, velo y cordón de San Francisco. El obispo Gonzalo donó en 1417 al monasterio de San Jerónimo de Yuste la ermita del Salvador. La vida pacífica de Plasencia no era de agrado para el carácter esforzado del obispo Gonzalo. Renunció al obispado de Plasencia y se fue a Jaén, frontera con los moros, donde fue su obispo desde el 1422.

### Obispo de Jaén
Gonzalo fue nombrado obispo de la diócesis de Jaén en 1422. En Jaén tuvo una hueste de valientes guerreros, que junto con la del Adelantado de la Frontera de Jaén, Diego Gómez de Ribera, vencieron a los moros en la refriega de la Colomera en 1423, y juntos defendieron la frontera de Jaén hasta mayo de 1434, mes en que murió el adelantado de un saetazo recibido en el sitio de Alora. El obispo Gonzalo tomó parte en la campaña de Granada del rey Juan II de Castilla y participó con su hermano Pedro y con sus hijos Diego e Íñigo en la célebre Batalla de la Higueruela librada el 1.º de julio de 1431. En 1435 participó en una dura batalla contra los granadinos, la tala de cosechas e incendios provocados en Guadix, que se cita como victoria de las huestes cristianas. En ésta le mataron el caballo, "é quedó a pie con la espada en la mano, peleando e yendo adelante entre los moros, fasta tanto que fueron vencidos", dice la crónica.
Sus hazañas fueron muy conocidas en su tiempo y su persona fue cantada por los juglares en romances, como aquel:

«Ay mi Dios, que bien parece el Obispo Don Gonçalo,

armado de todas armas hasta los pies del caballo»

En un encuentro con el ejército moro en la frontera de Jaén el 13 de marzo de 1456 fue hecho prisionero, llevado a Granada y encarcelado. Otorgó testamento el 7 de noviembre de 1456 y obtuvo bula del papa Eugenio IV. En su cautiverio le dieron violento fin el 24 de marzo de 1457. Su persona y hazañas fueron tan conocidas en su tiempo, que inspiraron a los juglares en sus romances y cantares, como lo relata el otro romance:

«Dia era de San Antón, ese santo señalado,

cuando salen de Jaén cuatrocientos hidalgos;

por capitán se lo llevan al Obispo Don Gonçalo

armado de todas armas, en un caballo alazano;

todos se visten de verde el Obispo azul y blanco»

El completo texto de este romance, pero en forma modificada, se puede leer en Wikisource: Romances anónimos, Romance del Obispo don Gonzalo.